# Parydra mitis
Parydra mitis är en tvåvingeart som först beskrevs av Cresson 1930.  Parydra mitis ingår i släktet Parydra och familjen vattenflugor. Arten är reproducerande i Sverige. Inga underarter finns listade i Catalogue of Life.